# Militärtechnische Akademie

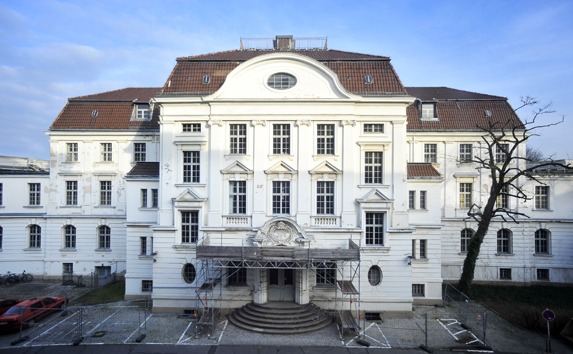
Der Cranzbau (1904/05) an der Hertzallee auf dem Gelände des ehemaligen Heereswaffenamtes

Die Militärtechnische Akademie (MTA) war eine im Ursprung bereits 1876 gegründete und 1903 in Berlin-Charlottenburg neu gegründete höhere militärische Ausbildungseinrichtung der preußischen Armee für die technisch-wissenschaftliche Ausbildung und Berufsbildung von Offizieren aller Waffengattungen und zugleich Pflegestätte der militärischen Wissenschaften. Zudem wurden auch Verwaltungsbeamte dort ausgebildet. Die Akademie musste 1919 gemäß Artikel 176 des Versailler Vertrags geschlossen werden.

## Waffenforschung
Die 1903 neu gegründete Akademie verfügte unter anderem über ein eigenes ballistisches und chemisches Laboratorium. Hier wurden im Auftrag des Militärs und in Zusammenarbeit mit der Industrie Waffen geprüft und entwickelt. Dieses Labor wurde nach Ende des Ersten Weltkriegs vom Laborleiter Carl Cranz als „Laboratorium für technische Physik“ getarnt weiterbetrieben und ging später in der Fakultät für allgemeine Technologie der TH Charlottenburg auf, die wiederum 1935 zur „Wehrtechnischen Fakultät“ wurde.

## Ausbildung
Die Ausbildung der Artillerie- und Pionieroffiziere erfolgte seit 1807 separat an der Vereinigten Artillerie- und Ingenieurschule. 1834 wurde zunächst von dort die Ausbildung der Genieoffiziere an die Militärtechnische Akademie verlegt und nach deren Neugründung ab 1907 ging die Artillerie- und Ingenieurschule dann ganz in dieser auf.
Die Ausbildung nach der Neugründung gliederte sich in die Abteilungen Waffenwesen, Ingenieurwesen und Verkehrswesen und erfolgte an der Akademie über einen Zeitraum von drei Jahren. Die Akademie unterstand dem Generalinspektion des Militärerziehungs- und Bildungswesens.

## Bekannte Dozenten
- Carl Cranz
- Gerhard Hessenberg
- Konrad Knopp
- Erich Petter
- Fritz Rausenberger
- Heinrich Rubens
- Max Rudeloff
- Wilhelm Schwinning